# 水野勝成
水野 勝成（みずの かつなり）は、安土桃山時代から江戸時代前期にかけての武将・大名。三河国刈谷藩主、大和国郡山藩主を経て備後国福山藩初代藩主となる。幕末の館林藩士・岡谷繁実作成の名将言行録には「倫魁不羈（りんかいふき）」（余りに凄すぎて誰にも縛りつけることはできない）と称された。

## 経歴

### 少年期
勝成は幼名を国松といい、若名を藤十郎といった。『寛政重修諸家譜』では母・妙舜尼は都築吉豊の娘としているが、水野家の文献では本願寺光佐の妹となっている。永禄7年（1564年）に三河国刈谷の生まれとされるが、父・水野忠重は当時、同国岡崎に住んでおり、記録と矛盾している。忠重が鷲塚城主をしていた時代の子供であるから、鷲塚生まれとも考えられる。

### 高天神城の戦い
初陣は天正7年（1579年）の遠江高天神城攻めで忠重に従って出陣するが、このときは武田勝頼の撤退により戦にはならなかった。同年、徳川秀忠が誕生すると、勝成は乳兄弟とされた。天正8年（1580年）、父の忠重が織田信長に引き抜かれ、刈谷の大名になる。勝成は奥田城、細目城を任される。
同年の第二次高天神城の戦いに忠重と共に参加し城を攻めた。しかし、戦いは翌年まで続き最後は城から城兵全員が討って出て大激戦になったといわれる。このとき勝成は16歳にして首級をあげ、信長から感状を与えられる。なお、このとき勝成は城内に祀られていた天神社より渡唐天神像を奪い、以後これを守り本尊として肌身につけたという。
天正10年（1582年）、武田勝頼を攻撃した天目山の戦いに加わった。
本能寺の変のおりは、水野忠重、勝成父子は京都にいた。東山の東福寺山林に三日間身を隠したあと、東福寺境内の塔頭霊源院に匿われる。霊源院の好意で京都を脱出したあと、京極高次の居城江州大津城に入り、それから京極勢の手で、刈谷城へ送られた。

### 天正壬午の乱
天正10年（1582年）、勝成は父の許を離れ徳川家康の下で天正壬午の乱に参加する。甲斐古府（現在の甲府市）において家康と北条氏直が対峙すると、勝成は鳥居元忠、三宅康貞と共に北条氏忠の陣に攻め込んだ（黒駒合戦）。これを見た北条氏勝は氏忠の救援に向かうが、勝成と三宅康貞はこれを返り討ちにした。なお、この攻撃に際し鳥居元忠は勝成に出陣を知らせず自軍のみで行動していたが、これを知った勝成は元忠に追い付いて、抜け駆けだとして抗議したうえで「今日より貴殿の指図は受けず、自らの才覚により戦を行う」と、先頭を切って敵陣に突入したという。この戦いで勝成は自ら内藤某の首級をあげ、数多くの首級をあげる。その後、北条氏と徳川氏の講和が成立。10月29日、和議の証として、大道寺孫九郎某等が人質として送られてくると、家康は人質は不要として勝成、鳥居元忠、榊原康政に見坂の城まで送らせる。

### 小牧・長久手の戦い
天正12年（1584年）2月、秀吉による和泉・紀伊（根来寺・雑賀衆）攻めが計画された。秀吉は諸将に大坂への参集を命じて、信雄にも求めた。信雄は自らは参陣せず、来る3月27日に秀吉の指揮のもと、雑賀表に攻め込むべく、家臣の水野勝成、吉村氏吉に出陣を命じている。
天正12年（1584年）の小牧・長久手の戦いでは織田信雄の与力である忠重に従い徳川軍の石川数正と共に岡田善同の籠もる星崎城を攻略する。勝成はここでも自ら先頭を切って城に突入するが、善同は夜陰に紛れて逃げ延びたため、城を占拠した。清須に到着した家康は、水野勝成を伊勢桑名に派遣し、信雄の家臣神戸正武の守る神戸城に加勢として在番を命じた。次に小牧山から酒井忠次、榊原康政、大須賀康高、本多康重らと木幡城に移り羽柴信吉を攻撃した。
この際に勝成が結膜炎の眼痛で兜を着用しておらず、鉢巻をしていたのを忠重が見つけ、「お前は兜を小便壺にしたのか」と強く叱責する。これに勝成は反発し「父上ながらあまりのお言葉。兜がないことで頭を割られても、それは時の運である。一番首を取るか、自分が取られるか見ているがよい」と、暇乞いを申し出て馬に乗ると、そのまま信吉麾下の白江成定の陣に突入し一番首を取って、家康に持参した。以後は家康の下で行動し家康配下の井伊直政と武勇を競った。森長可は水野家臣・水野太郎作清久の足軽・杉山孫六が射殺した。しかし父からは「先駆けは軍法に背く者、許さぬ」と怒りを買った。

### 出奔
天正12年（1584年）の蟹江城合戦では家康の旗本衆と行動を共にする。勝成は伊賀者とともに真っ先に乗り込み、九鬼船二艘を乗っ取る。一益の子滝川三九郎と一騎打ち。勝成は三槍入れるも二ヶ所槍を入れられ、双方傷を負い、三九郎は大手門に逃げ込む。このとき服部保英（服部正成の甥）は勝成に属して武功をあげた。家康・信雄が羽柴秀吉と伊勢国桑名で睨み合う陣中において、父・忠重の部下を自らの不行状を報告したとして斬り殺したことから、忠重は激怒し勝成を奉公構（事実上の他家への仕官禁止）として勘当した。その後しばらく家康によってかくまわれ須賀口（清洲）の寺に引きこもっていたが、忠重の追及があり逃れた。以後、美濃・尾張の縁者の下を転々とし、遂には京都にいく。
京都では従者も連れず闊歩し、南禅寺の山門に寝泊まりし、町に出ては多くの無頼の徒と交わり、清水では大いなる喧嘩を始め、多くの人を殺害する事件を起こした。
天正13年（1585年）3月27日、織田信雄の肝煎りで秀吉の陣営に入った勝成は、紀州雑賀攻めに参加した。同年に四国征伐（第2次四国征伐）が行われることになると、仙石秀久家中としてこれに加わった。9月1日、勝成は豊臣秀吉から摂津国豊島郡神田728石の知行を授かっているが、間もなく知行を捨てて中国地方に逃亡し「六左衛門」と名乗るようになった。秀吉から刺客を放たれたという。勝成自身はこの時期の行動を記録に残しておらず、詳細ななりゆきは不明である。

### 九州転戦
天正15年（1587年）には肥後領主・佐々成政に1,000石で召し抱えられる。隈部親永の反乱（肥後国人一揆）が起きると菊池城攻めで一番槍をあげ、隈本城救援戦で先鋒となる。この戦いでは武勇を知られた阿波鳴門之介（後に尼子十勇士に挙げられる）と戦功を競ったという。成政の要請に応じた立花宗茂が反乱側に包囲されていた平山東・西付城を後詰めした際には、立花家の十時連貞、安田国継と共に働き城を救っている。一説によれば隈部親子を討ったのは勝成であるといわれる。
8月13日、勝成は城村城の円通寺口から名乗りでてきた小場太郎左衛門と一騎討ち。この首を取ったところをさらに城中から三人がでてきて囲まれたが、ものともせずに三人とも切り伏せた。
乱後に成政が一揆発生の責めを受けて切腹させられ、小西行長が肥後を領することになると、豊前領主・黒田孝高に仕官した。豊前国人一揆では野中鎮兼が籠もる長岩城を攻めあぐねた黒田軍が退く際に後藤基次と殿を争った。
その後、豊臣秀吉に拝謁するため海路大坂に向かう孝高の嫡男・黒田長政に随伴したが備後国鞆の浦で下船し出奔した。長政に操船の手伝いを命じられ憤慨したためとも、過去に秀吉の怒りを買っており大阪行きを嫌ったためともいわれる。
天正16年（1588年）には小西行長に1,000石で仕官する。天正17年（1589年）の天草五人衆の反乱（天正天草合戦）では、行長の弟・小西主殿介の副将を務め、当時小西家に仕官していた阿波鳴門之介と戦功を競った。志岐鎮経の本拠志岐城を加藤清正の援軍と共に攻略、さらに天草種元の本渡城を落とした。その後、行長の元を去り清正、次に立花宗茂に仕官したものの、いずれも間もなく出奔した。

### 貴種流離譚
ここから勝成の流浪生活が再び始まり、その足取りは、さまざまな伝説と憶測と逸話に彩られ、諸説紛々としている。最終的に備中国成羽の国人・三村親成の食客となった。文禄3年（1594年）9月、月見会の席上で作法上の問題で茶坊主の処置を無礼なりとして、これを斬って出奔するが、翌年正月、再び成羽に帰り三村家の食客になった。このとき勝成は世話役の娘に手を付け子供をもうける。これが室となる於登久（おとく）であり、この子供が後に福山藩第2代藩主となる勝俊である。

### 跡目相続
慶長3年（1598年）、秀吉の死去により豊臣政権が混乱の様相を呈し始めると、翌慶長4年（1599年）4月、勝成は妻子を残して上洛し徳川家康の幕下に加わった。そして、家康の要請を受けた山岡景友の仲介により父・忠重と15年ぶりに和解する。同年4月22日、勝成の妹・かな姫（のちの清浄院）が家康の養女となって、加藤清正と結婚。慶長5年（1600年）に家康に従って会津征伐のため下野小山に宿陣している。7月18日、三河国池鯉鮒にて、忠重は加賀井重望から西軍に誘われるも断ったので殺害された。同席していた堀尾吉晴に返り討ちされた重望の懐からは、石田三成より家康関係者を殺害することによって領地恩賞を与えるとの書状がでてきた。7月25日、家康に従軍していた勝成は、一旦、刈谷城に帰り、三河国刈谷3万石の跡目相続を命じられた。以後、家康の側近になる。

### 関ヶ原の戦い

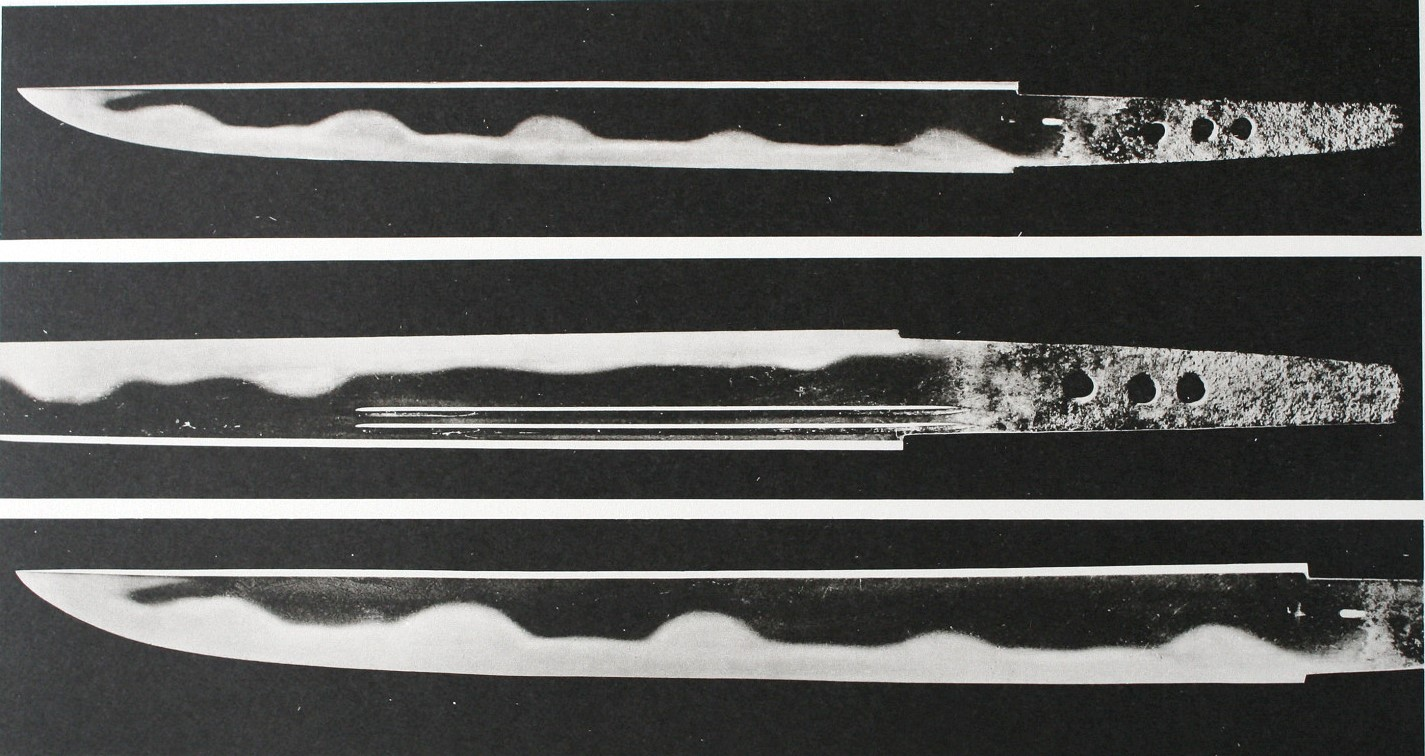
水野勝成が大垣城攻めで奪った日向正宗（三井記念美術館蔵）

水野家当主となった勝成は会津征伐中止により刈谷城に戻り、関ヶ原の戦いへと出陣する。9月13日、島津義弘の足軽が曽根城に鉄砲を撃ちかけてきた。井伊直政、本多忠勝から「六左衛門殿でなくては、この戦は手に合わないので、直ちに島津勢に軍勢を差し向けてもらいたい」と懇願される。勝成は弟・水野忠胤と共に曽根城の防衛に向かう。勝成が楽田の陣の櫓に鉄砲を撃ちかけると、島津はさっさと楽田より引き上げてしまった。
翌日、勝成は関ヶ原への従軍を家康に願いでるが許されず、大垣城への抑えとされた。そこで14日深夜、松平康長・西尾光教・津軽為信・松下重綱らと共に、石田三成が出撃した直後の大垣城を攻めた。三の丸を占拠。二の丸に攻め入るもその場で火を放って撤退。
関ヶ原本戦の勝利の情報が届くと、囲みを解いて曽根に撤退。そのため、大垣城には本戦の敗残兵が入り、大敗を吹聴したため城内の士気は瓦解する。勝成はたまたま秋月種長と知り合いだったので、城将を暗殺して内応の実を示すならば旧領安堵の労をとろうと伝えた。16日の夜、相良頼房・秋月種長・高橋元種が内通を申し出、18日に垣見一直・熊谷直盛・木村由信・木村豊統の首級をもって来た。23日に守将の福原長堯は降伏して城を明け渡した。この際に勝成は石田三成から長堯に与えられていた正宗の名刀を奪っている。攻城軍が城兵に逃散を呼び掛けていたこともあり、城内には30人程度しか残っていなかったが、その中に、加賀井重望の息子・弥八郎が残っていたので、これを殺して父の仇打ちとした。勝成は福原長堯の助命を願いでるも、許されず切腹となった。
石田三成・小西行長・安国寺恵瓊が大坂・堺を引き回されているとき、勝成は用意していた編笠を被せてやった。これは旧主・行長への義理と考えられる。

### 三河刈谷藩主
刈谷城は勝成の手によって近世城郭へと改修され、徳川家康の故郷である三河国の重要拠点となる。勝成が築いた江戸時代の刈谷城は、多数の河川が合流し海まで繋がる入江となっていた場所に突き出す小山を利用した平山城で、その姿から別名で亀城と呼ばれた。慶長6年（1601年）に勝成は従五位下に叙任され「日向守」を名乗った。日向守は明智光秀が名乗っていたため、それ以来名乗るものがなかったが、勝成は気にすることなく笑い飛ばし、逆に日向守を欲したという。以後はその勇猛さから「鬼日向」と渾名されることもあった。慶長7年（1602年）8月28日、勝成の伯母にして、家康の母・於大の方が亡くなる。慶長13年（1608年）、勝成は備中国成羽から妻子（お登久と勝俊）を呼び寄せ、同年勝俊は徳川秀忠に仕えることになった。
慶長13年（1608）12月、宮本武蔵から勝成に剣術の奥義が伝えられる。

### 大坂の陣
慶長19年（1614年）の大坂冬の陣では勝俊を連れ参加。博労淵砦の視察を永井直勝と行う。その後、攻略のため博労淵に仕寄（攻城設備）を築くが、勝成に手柄を独占されることを嫌った蜂須賀至鎮が翌朝に砦を攻め落とした。12月1日、森忠政が天満橋を挟んで銃撃戦をしていると、家康の指示で戦闘の収拾に出向く。
12月20日に徳川と豊臣の間で和睦が成立した。堀の埋め立てが和睦の条件となったため、勝成も大坂城北東の青谷口の堀の埋め立てに関わった。その後、大坂城の黒門口（桜門）の番を務め、翌慶長20年2月には刈谷へ戻っている。
夏の陣では大和口方面（大和方面軍）の一番手総大将に指名されるが、勝成の性格を知る家康はこれに先立って「将であるから昔のように自ら先頭に立って戦ってはならない」と厳しく命じている。京都を発った勝成は山城国長池から奈良に進み大野治房の奈良焼討ちを阻止した（郡山城の戦い）。なお、このときには大坂方から鬼日向の異名で知られていたようで、大野軍は勝成の馬印を見るや退却していったという。
奈良に着いた勝成は法隆寺から河内国府に軍を進め、本多忠政・松平忠明・伊達政宗・松平忠輝らと合流する。東軍の大和口の諸将は、4月28日以後はいずれも奈良およびその付近にあった。5月4日、勝成は秀忠に呼ばれ伏見に行き、敵に奈良を焼かせなかった功として、黄金50枚の賞を受けたが、そのまま夜を徹して南に帰り、5日には、堀直寄・松倉重政・別所孫次郎・奥田忠次・丹羽氏信、および中山照守・村瀬重治らと出発して、午後4時には国分に付いて宿営した。兵数約3,800である。
6日、河内国志紀郡道明寺村付近においてかつての同僚、後藤基次と交戦する（道明寺の戦い）。前夜のうちに単騎で小松山を登り、地形を確認。ここに敵を誘いこんで撃破する作戦を行い、図に当たる。ここで勝成は家康の命を無視し軍の大将にもかかわらず一番槍をあげ、基次の部隊を壊滅させた。さらに誉田村に兵を進め、渡辺糺と戦端を開き、糺に深手を負わせた。そのまま追撃戦になり、薄田兼相は勝成の家臣・河村重長に討ち取られた。そこに大坂方の後衛の真田信繁、毛利勝永、明石全登、大野治長らの軍が進軍してきたためこれと対峙。ここで勝成は、敵を討ち取りたいため戦端を開きたい旨を、隣に陣を構える伊達政宗に両三度申し入れたが、弾薬不足や死傷者の多さを理由に2度拒絶され、3度目には政宗が直接勝成の許を訪れ同じ理由で拒絶した。そのため大坂方と徳川方は睨み合いの状態となり、のち豊臣方が撤退したため、戦いは終結した。
翌日、大和方面軍は家康の命により住吉に向かった。天王寺口において、真田信繁隊が家康の旗本へ攻め込んで、家康をあわやの目に合わせたとき、水野隊は天王寺へ駆けつけ、越前松平隊とともに戦って茶臼山を落とし、後方を遮断。勢いを失った真田信繁は、松平忠直と本多忠政、松平忠明に足止めされていた。そこに勝成は勝愛院の西の方から600人許りで真田隊に攻め寄せた。三方から敵を受けた真田隊はついに壊滅した。信繁麾下の大谷吉治は、勝成の隊に討たれたとの情報もある。その後、越前松平隊は明石全登に崩されて、勝成の軍に逃げ込んでくるが、勝成はこれを叱責。槍を手に自ら先陣に立ってこれを押しとどめ、全登の部隊を撃退した。このとき勝成は自ら2つの首級をあげ、明石全登は勝成家臣・汀三右衛門が討ち取った。大坂城桜門に一番旗を立てる。

### 郡山藩主
元和元年（1615年）に行われた大坂の役の論功行賞では「戦功第二」とされ、郡山に3万石加増の6万石で転封される。これは依然政情不安な旧豊臣領に睨みをきかすために、勝成を配置したものであるが、大坂の陣での勝成の戦功に比べて、いかにも過小評価と考える人は多かったらしく、勝成自身は2、30万石の知行を期待していたが、家康の命に反して2度も勝成自身が先頭に立って戦ったため、家康の機嫌を損ねてしまったとも言われる。この処遇に勝成は立腹するが、徳川秀忠は勝成を呼び止めてなだめ、家康隠居後に10万石の知行を約束したという水野氏側の伝承が伝わっている。
郡山では破壊された城を再整備し刈谷から寺社を移転させるなどし、城下を整備した。洞泉寺遊廓を作る。元和3年（1617年）11月22日、生母の妙瞬尼が亡くなる。

### 初代福山藩主

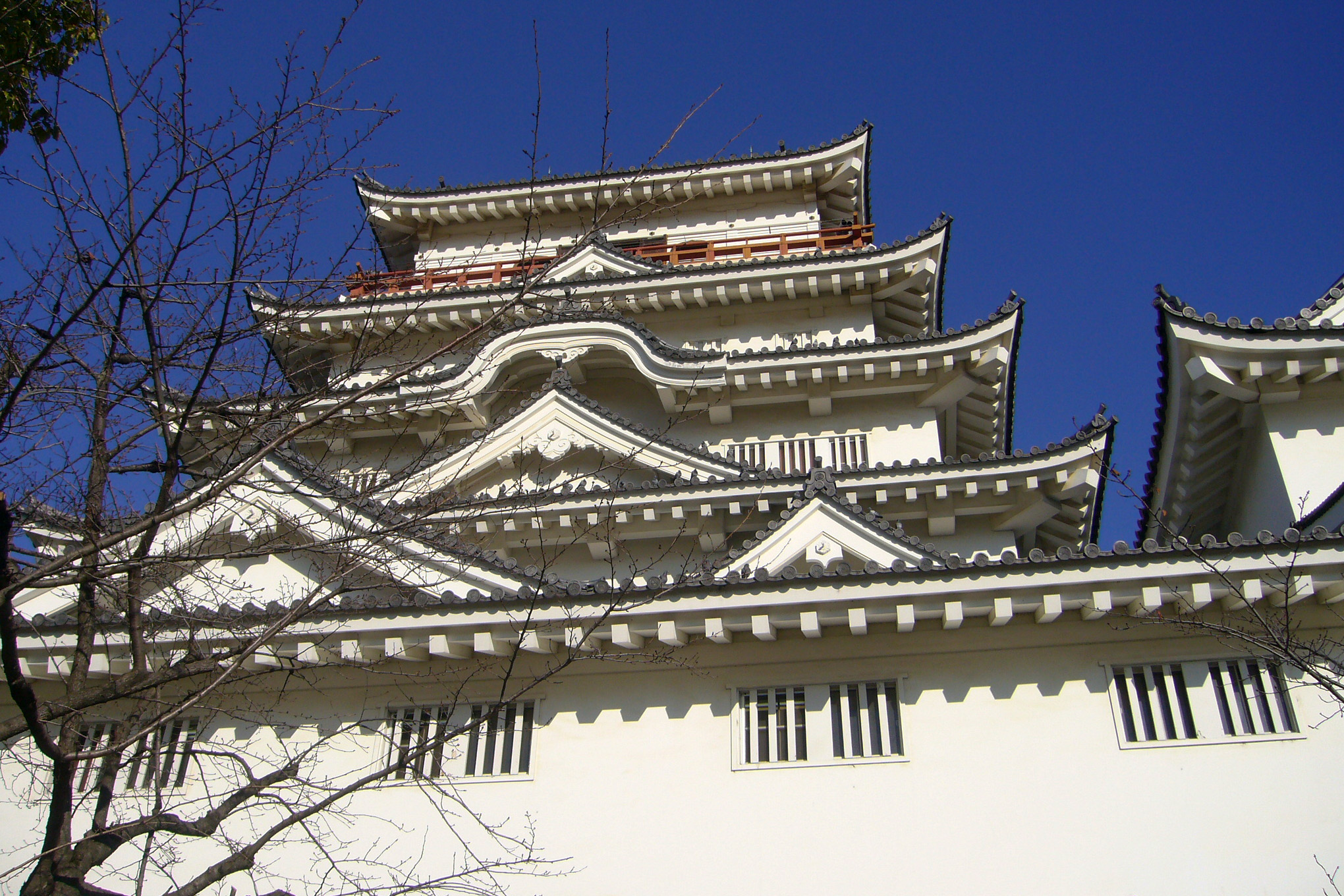
福山城再建天守

元和5年（1619年）、福島正則の改易に伴い勝成は秀忠から郡山に替わって備中西南部と備後南部の福山10万石を与えられる。外様大名しかいなかった中国地方で、初めての譜代大名となった。備後国は勝成が放浪時代を過ごした場所であったため地の利に詳しく、受領に当たっては幕府に尾道と笠岡との交換を要求し認めさせたといわれる。入封に際しても海上交通を重視し当時の中心地であった神辺と政庁であった神辺城に代えて瀬戸内海に近い今日の福山市に新たな城（福山城）と城下町（福山）を築いた。福山城は『武家諸法度』で新規築城が禁止された中で例外的に認められた近世城郭で最後の城であり、5重の天守に7基の3重櫓や長大な多聞櫓を持つ天下普請同等の江戸幕府西国鎮衛の要所として築かれ10万石の城としては破格の巨城であった。
福山入封後は藩政に尽力し、放浪時代に臣従し後に没落していた三村親成を高禄で家老職に迎えるなど、放浪時代の人脈を生かし、在地領主・郷士を積極的に登用した。城下町の建設に当たっては、江戸の神田上水に次ぐ規模を持つ上水道網（福山旧水道）を整備し、瀬戸内海から運河を城まで引き入れると共に大船団を組織し城下に係留させた。産業育成では土地を無償で与え地子を免除するなどして城下の振興を図り、寛永7年（1630年）には全国初ともいわれる藩札を発行した。また、イグサの生産を統制し、福山藩で生産される畳表は「備後表」と呼ばれ全国に最高級品として知られた。治水工事や新田開発や鉱山開発、タバコの栽培も積極的に行い、現在の福山市の礎を築いた。特に新田開発は後の水野勝岑死去に伴う改易の際の検地では約5万石分の新たな石高を有していた。この他、備後国一宮である素盞嗚神社、吉備津神社を始めとする備後国内各地の寺社を復興し、旧領である郡山や刈谷からも寺社を移転させるなど、宗教の保護にも積極的であった。
家臣の統制には目付などの監視役を置かず、法度の発布や誓詞を取ることもなかったが、問題は生じず、この噂を耳にした隣国の備前岡山藩藩主・池田光政は「良将の中の良将」と評したという。
水野時代の福山では、一度の農民一揆も起こっていない。
寛永元年（1624年）、浅野家の亀田高綱出奔騒動を調停する。寛永3年（1626年）には第3代将軍・徳川家光の上洛に従い、従四位下に昇進し、相模国愛甲郡厚木村（現在の神奈川県厚木市）の1,000石を加増される。寛永10年（1633年）、家光の不興をかった酒井重澄を預かる。寛永14年（1637年）、江戸城本丸天守の建設に功があり、水野家の江戸屋敷の奉行は銀、時服等を賜った。

### 島原の乱
寛永15年（1638年）、幕府から島原の乱鎮圧への参加を要請された勝成は嫡子・勝俊、孫の水野勝貞を伴い約6,000人を率いて幕府軍に加わった。これは幕府上使を除き九州の大名以外で唯一の参陣であり、老齢（当時75歳）にもかかわらず勝成の戦歴を評価されてのことであった。田尻村、高浜において同村産の巨樟を船材として軍船「大転輪丸」を造る。
徳川家光は、勝成に松平信綱、戸田氏鉄と同格の相談相手になることを命じる。
勝成は2月24日に島原に到着し、同日に松平信綱の陣で諸将が集い、軍議が行われた。ここで勝成の提案により総攻撃が決定され、2月28日に開始されることになったが、鍋島勝茂の抜け駆けにより27日に攻撃が始まった。勝成の陣は原城包囲の最後列であったが、鍋島軍が三の丸から攻めるのに対し、水野軍は本丸を直接攻略し、勝成の嫡子・勝俊と有馬直純の嫡子・康純が本丸の一番乗りを争った。しかし、勝成が前線指揮をとっていなかったからか、水野勢は同時に100人を超える戦死者を出すことにもなり、勝成の戦歴で最大の損害となった。
戦後、勝成は板倉重昌を討ち取った駒木根友房の首級の前で一曲舞う。また重昌の息子・板倉重矩が、父の仇を討たんと奮戦したことを賞して、勝成は自らの宇多国房の刀を与えた。また黒田家臣の郡正太夫（郡宗保の後継）の活躍を称えて盃を与えたり、黒田一成、黒田一任親子の活躍を称える手紙を出した記録が残っている。
なお、島原の乱は幕府に配慮して軍功を記すことが憚られたため、勝成は幕閣首脳に大きな不満を持ち隠居を決断した。

### 隠居・最期

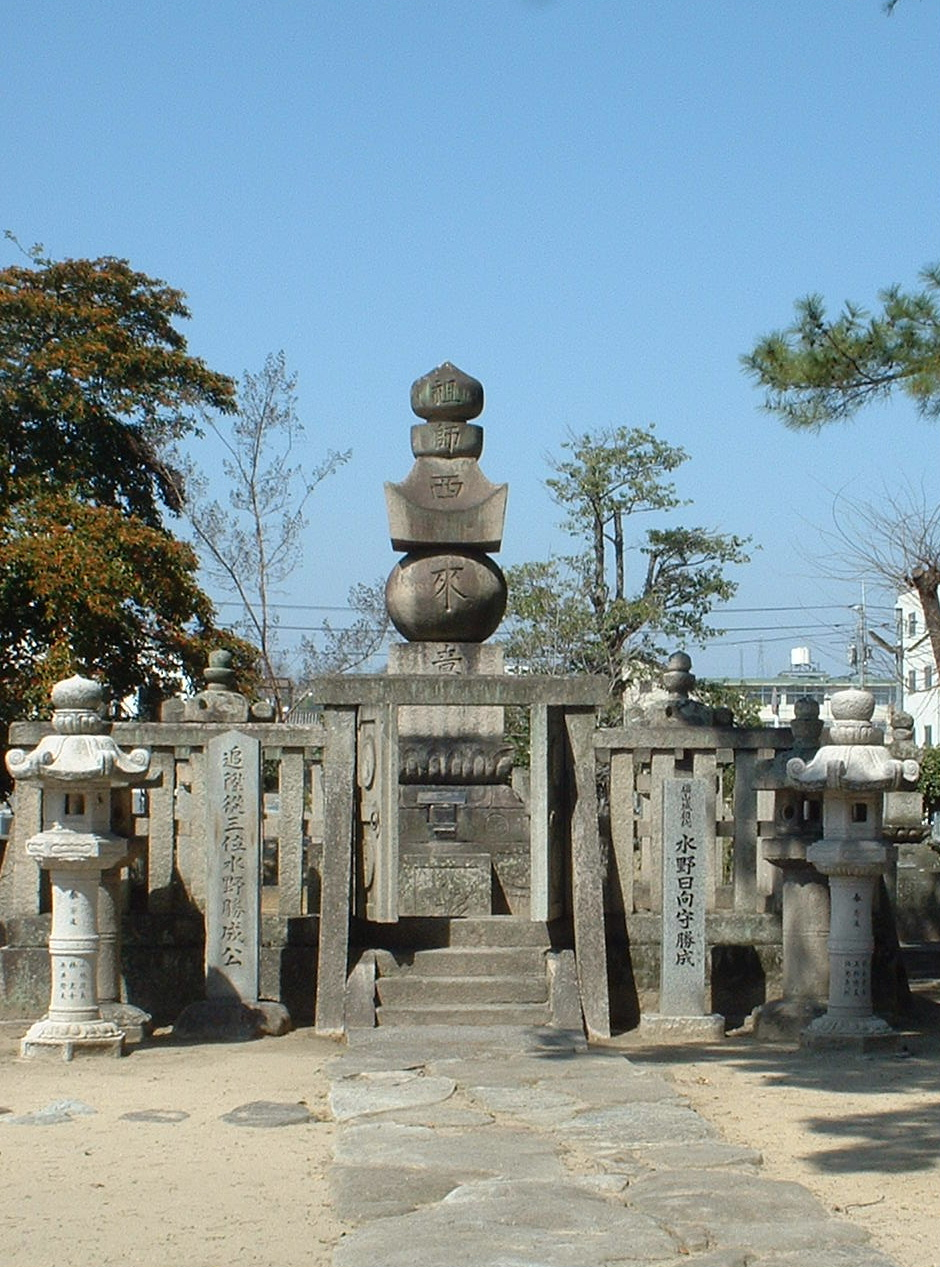
水野勝成公墓所 （福山市若松町・広島県指定史跡）

島原の乱の翌年、寛永16年（1639年）に家督を嫡子・勝俊に譲り一分斎と号する。しかし、隠居料の1万石を領内の投資に注ぎ込むなど、藩政への関与は続けた。寛永20（1643年）、京都大徳寺で1年間、禅の修行をする。正保元年（1644年）、法躰となり宋休と号す。慶安4年（1651年）に福山城内において88歳で死去し、福山城下の菩提寺、賢忠寺に葬られる。
神道の礼では聡敏明神として祀られ、福山城北にある福山八幡宮の境内に聡敏神社があるほか、茨城県の結城城址脇にも聡敏社がある。また、徳川二十八神将として日光東照宮に配祀される。
大正8年（1919年）、従三位を追贈された。

## 人物・逸話

### 江戸時代
- 慶安3年（1650年）5月7日、87歳の勝成は、鉄砲を放ち、的に当ててみせ、諸人を驚かせる。この的は現在も茨城県立歴史館に保管されている[45]。
- 水野時代の福山藩は、表石高10万石なのに対し、実質15万石や30万石といわれるように大変豊かだった。しかし、阿部氏時代の福山藩は、水野時代の七割の領地しか与えられておらず、表石高10万石なのに対して、実質も10万石であった。そのためどうしても水野時代よりも税金を高くしなくてはならず、水野氏の治世を懐かしむ領民の扱いに苦慮する。そこで水野氏の治世を辱めるべく「五霊鬼」や「お糸伝説」といったデマを流す。後年、阿部氏の治世が終わると、福山市民はこれらの悪評を払拭して、水野勝成を福山開祖として慕うようになる。
- 宮本武蔵が大坂夏の陣に水野勝成（三河刈谷3万石）の客将としてその子・勝重（水野勝俊）付で出陣したのが縁となり、大坂の陣後に、水野の家臣である、中川志摩之助の子息、中川造酒之助（宮本三木之助）は、弟の九郎太郎と共に武蔵の養子となる。元和3年から4年（1617年から1618年）ごろ、造酒之助は、武蔵の推挙により播州姫路城主・本多忠政の嫡男本多忠刻の小姓として出仕する。

### 文化人として
- 菱川師宣と交流があり、勝成が注文した美人画がある。
- 利休丸壺は漢作の大名物で銘は千利休所持に由来し、金森氏から水野勝成へ伝わった。
- 喜多七太夫の息子・寿見が勝成の機嫌を損ねさせたので、親の七太夫がわざわざ福山までやってきて、「道成寺」を舞って勝成のご機嫌を直した。
- 仕舞では「屋島」を好んで舞ったという。
- 勝成は文学が好きで、特に俳諧を好んだ。能楽も好み、秀忠から伏見城内にあった秀吉遺愛の組立式能舞台を拝領し、自ら演能した。愛用の笛、銅簫（どうしょう）「不絶」が伝わっている。
- 連歌や和歌もよく嗜み、自ら作歌詠吟している。勝成と智箭が連歌した百句が現存しており、言葉の使い方や辞句の配置などなかなか質の高いものだという。晩年は、京都から俳仙といわれた野々口立圃を福山に呼ぶなどして福山藩の俳諧の興隆の礎を築いた。また学問奨励にも努め、福山藩水野時代に、崎門学派の三傑と称せられる佐藤直方の他、中島道允・永田素庵を輩出している。
- 江月宗玩（津田宗及の息子）に帰依した。
- 書家の荒木素白は9歳で勝成に仕え、19歳のとき同僚と揉めて出奔。その後、再び水野家に仕えて、勝成勝俊が亡くなったあとで辞去[46]。素白の高弟・渡辺素平も水野家に仕えていたと思われる[47]。

### 武将として
- 安田国継とは京都で知り合った。「天野源右衛門（安田国継）は上方に在り（死んでしまったが）、今も友人である」と語っている。
- 『続日本随筆大成』には「水野勝成ハ、藩翰譜ニハ、腹悪シキ人ノ様ニカキタレドモ、楢埼景忠ナル者、備後府中ノ人ニテ、大坂城中ニ籠リ、善ク戦ヘリ。勝成福山ニ入部ノ時、首ニ景忠ガ事ヲ問フ。土人大城ノ事、吟味ニナランカト恐レテ、既ニ死セリト云フ。千石ヲ取ラセント思ヒシニ、死シタルカト云テ、惜マレケルヨシ。人材ニ汲々タルハ、サスガ名将ナリトゾ」とある。
- 名将言行録には「倫魁不羈（りんかいふき）」[注釈 31] と書かれている。
- 『常山紀談』には「勝成あら者にて人を物ともせず」と書かれている。

### その他
- 流浪中に世話になった旅宿で、宿の主人の子どもが急な病にかかったおり、自分の体の垢を丸めて薬として治癒させたという逸話がある(名将言行録)。
- 流浪中、就寝中に刀を盗まれた際、裸のまま盗人を追いかけて成敗したという逸話がある(名将言行録)。
- 街道を行く旅人のための「休み堂」として、領内に辻堂を一斉に建築[48]。勝成が福山を治める以前に建てられた堂宇もあるらしいが、本格的に普及させたのは勝成である。この習俗は、広島や岡山藩領内にまで伝播している。(福山藩の辻堂)
- 備後絣は水野勝成が綿花の栽培を奨励し、綿織物の生産が行われたのが始まりといわれている。
- 現在の神石高原町に「善養」という修験者がおり、ほら貝の名手として知られ、その音は十里四方に響いたという。勝成はこの人物を召抱えようとするが、善養は自分のほら貝が戦に使われることを好まず断ったことから、怒った勝成は善養院を井戸で石詰めにして殺したという。人々は善養院を祀って祠を建て息長神社と呼ばれるようになり、この井戸は現在も息長神社の傍らに存在している[49]。五霊鬼のひとつであるこの言い伝えは、虚構であることがわかっている[50]。
- 現在でも「福山開祖水野勝成公報恩会」という団体が存在し、水野家の子孫や旧福山藩水野家の子孫によって運営され、その業績が伝えられている。
- 大戸久三郎から府中味噌を献上された勝成は、参勤交代の諸大名にこれを薦めたところ、全国各地に府中味噌、特に白味噌の存在が知れ渡ったとされる。

## 作製文書
- 水野勝成覚書 - 寛永18年に、徳川家光の命により勝成が将軍に献上[51]。

## 系譜
父母
- 水野忠重（父）
- 妙舜尼 - 本願寺光佐の妹（母）

正室
- お珊、於珊、良樹院 ー 三村親成の養女、三村家親の娘[注釈 32]

側室
- お登久、香源院、藤井皓玄の娘[注釈 33]
- 青木氏
- 桜庭氏
- 藤島氏
- 瀬川氏
- 出来島隼人[注釈 34]

ほかに放浪時代に美作国の国人・安東国貞の娘婿になっていたという。
子女
- 水野勝俊（長男）生母は香源院（側室）
- 水野成言（次男）生母は青木氏（側室）
- 水野成貞[55]（三男）生母は桜庭氏（側室）
- 水野勝則（四男）生母は藤島氏
- 水野勝忠（五男）生母は瀬川氏（側室）
- 心光院（長女）[注釈 35]
- 娘[注釈 36]（次女）

養子、養女
- 水野勝信 ー 水野忠胤の子
- 瑤林院、八十姫 ー 徳川頼宣正室、加藤清正の娘
- 丹羽氏信正室 ー 水野忠胤の娘

親族
- 清浄院（妹） ー 徳川家康の養女なって加藤清正の継室となる。加藤家断絶の時に勝成・勝俊父子は熊本城受け取りの役目を務め、この時に清浄院を福山に引き取った。
- 水野忠清（弟） ー 初代信濃松本藩主。
- 水野忠直（弟） ー 遠江守、八十郎、旗本。三河国宝飯郡内で3,000石を領した。寛永11年（1634年）に忠直が没し、子の政直が継承したが、翌年に家禄は没収され、屋敷も取り壊された。同地に水野八十郎の墓がある。
- 水野成之（孫） ー 十郎左衛門、旗本奴として知られる。勝成はこの孫をとても可愛がったという。十郎左衛門が、幡随院長兵衛を殺した時にも、「御家創業の功臣の血統を、やみくもに罰せられない」と老中評定で無罪になっている。十郎左衛門が賜死となったのは勝成が亡くなったあとである。
- 水野忠元（従兄弟） ー 天保の改革の水野忠邦はこの末裔。

### 子孫
現在の皇室は勝成の子孫である。
水野勝成―勝俊―勝貞―鶴（勧修寺経敬室）―勧修寺尹隆―高顕―顕道―経逸―東京極院―仁孝天皇

## 勝成由来の事物
- 京都市山科区日向の町名は、勝成の屋敷があったことに由来する。
- 肖像画は、正保2年（1645年）、水野勝成晩年の姿を描いた画である絹本著色水野勝成画像（広島県重文）のほか、長久手合戦図屏風、大坂夏の陣図屏風に描かれている。
- 福山競馬には水野勝成記念という地方競馬の大会があった。
- 愛知県知多郡美浜町の細目城には勝成の埋蔵金伝説がある。
- 毎年、福山市の姉妹都市である岡崎市で行われる家康行列では、徳川家臣として四天王以外でただひとり選ばれている。
- 福山かなりや幼稚園は菩提寺の賢忠寺が運営する幼稚園で勝成公の教えを子供達に伝えている。
- グレート家康公「葵」武将隊の一人に選ばれている。刈谷城築城盛上げ隊の一人に選ばれている。刈谷市のマスコットキャラクター「かつなりくん」は、水野勝成をモチーフにしている。
- 現在刈谷市内には、勝成奉納の総髪の兜、獅子頭、棟札などが残っている。
- 麦焼酎、刈谷城築城浪漫鬼日向がある。
- 福山市鞆町で毎年五月初旬から五月末に行われている鯛網は、勝成の命により寛永2年（1632年）に考案されたと云われている。